# Whitgift
Whitgift är en by i civil parish Twin Rivers, i distriktet East Riding of Yorkshire, i grevskapet East Riding of Yorkshire, i England. Byn är belägen 7 km från Goole. Whitgift var en civil parish fram till 1983 när blev den en del av Eastoft och Twin Rivers. Civil parish hade 191 invånare år 1961.